# Parlamentswahlen in Singapur 2011
- WP: 7
- PAP: 80

Die Parlamentswahlen 2011 in Singapur fanden am 7. Mai statt. Bei dieser 16. Wahl zum singapurischen Parlament wurden 87 Sitze neu vergeben.

## Hintergründe
Diese Wahl war aus zwei Gründen bemerkenswert. Zum einen fand ein Generationenwechsel statt. 24 neue Kandidaten traten für die PAP an und lösten damit zahlreiche Parlamentarier höheren Alters ab. Zum anderen war es zum ersten Mal in der Geschichte des Staates seit der Unabhängigkeit möglich, in allen Wahlkreisen bis auf einen eine Oppositionspartei zu wählen.
Die Aljunied GRC ist der erste Wahlkreis für Gruppenvertretungen, der seit 1988 von einer anderen Oppositionspartei als der PAP gewonnen wurde. Später fiel Punggol East an die Workers’ Party. Das PAP kehrte am Nominierungstag nicht an die Macht zurück, sondern erst am Wahltag. 2011 war auch das Jahr, in dem es die höchste Anzahl an umkämpften Sitzen seit der Unabhängigkeit hatte, um sicherzustellen, dass es erste Wettbewerbe in Bishan-Toa Payoh GRC und Holland-Bukit Timah GRC gab und der einzige Wahlkreis unangefochten blieb – nämlich Tanjong Pagar GRC, in dem Lee Kuan Yew Wahlkreis war.
Bei der nächsten Wahl trat Punggol East SMC ebenfalls in die Workers’ Party ein, kam aber zwei Jahre später wieder zu PAP zurück. Doch unmittelbar nach der Wahl zogen sich sowohl Lee Kuan Yew als auch Goh Chok Tong aus dem Kabinett zurück. Lee Kuan Yew wurde ehemaliger Prime Minister, während Goh Chok Tong Emeritus Senior Minister wurde.

## Ergebnis
Da in Singapur nach dem Prinzip einer einfachen Mehrheitswahl abgestimmt wird, ergibt sich folgende Sitzverteilung:
| Partei                              | Stimmen   | Sitze |
| ----------------------------------- | --------- | ----- |
| People’s Action Party (PAP)         | 1.210.617 | 80    |
| Workers’ Party of Singapore (WP)    | 258.141   | 7     |
| National Solidarity Party (NSP)     | 242.369   | 0     |
| Singapore Democratic Party (SDP)    | 97.239    | 0     |
| Reform Party (Reform)               | 86.174    | 0     |
| Singapore People’s Party (SPP)      | 62.504    | 0     |
| Singapore Democratic Alliance (SDA) | 55.932    | 0     |
| Summe                               | 2.012.976 | 87    |
| Ungültige Stimmen                   | 44.714    |       |
| Nichtwähler                         | 292.913   |       |
| Gesamtzahl der Stimmberechtigten    | 2.350.873 |       |

Im Wahlkreis Potong Pasir, der schon seit mehreren Wahlen an die Opposition ging, verpasste Lina Chiam, die Vertreterin der SPP, den Sieg um 115 Stimmen.
Die Wahlbeteiligung lag bei 87,5 %. Dies ist sehr wenig, da in Singapur Wahlpflicht besteht.

## Anmerkung
1. ↑  Die Prozentzahlen der NSP, der SPP und der SDA werden verzerrt dargestellt, da sie in der letzten Wahl als Bündnis in der SDA angetreten sind.